# Кемпен
Кемпен (нем. Kempen) — город в Германии, в земле Северный Рейн-Вестфалия.
Подчинён административному округу Дюссельдорф. Входит в состав района Фирзен. Население составляет 35 890 человек (на 31 декабря 2010 года). Занимает площадь 68,79 км². Официальный код — 05 1 66 012.
Город подразделяется на 4 городских района.

## Фотографии

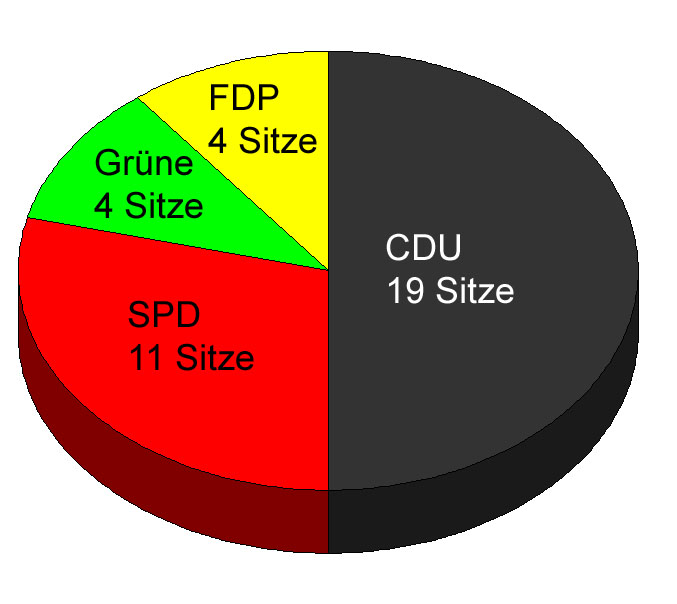
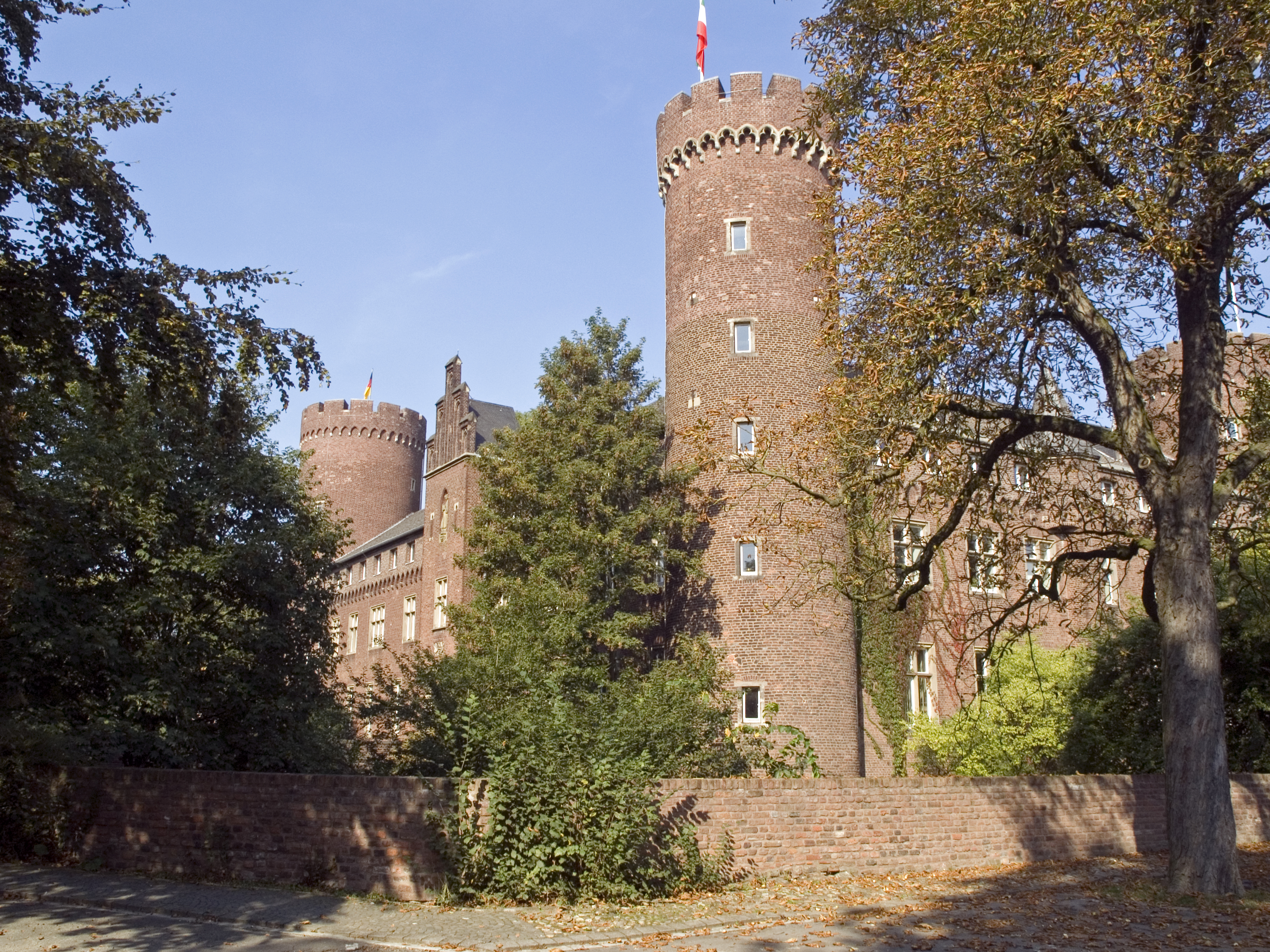
Замок архиепископа Кёльнского
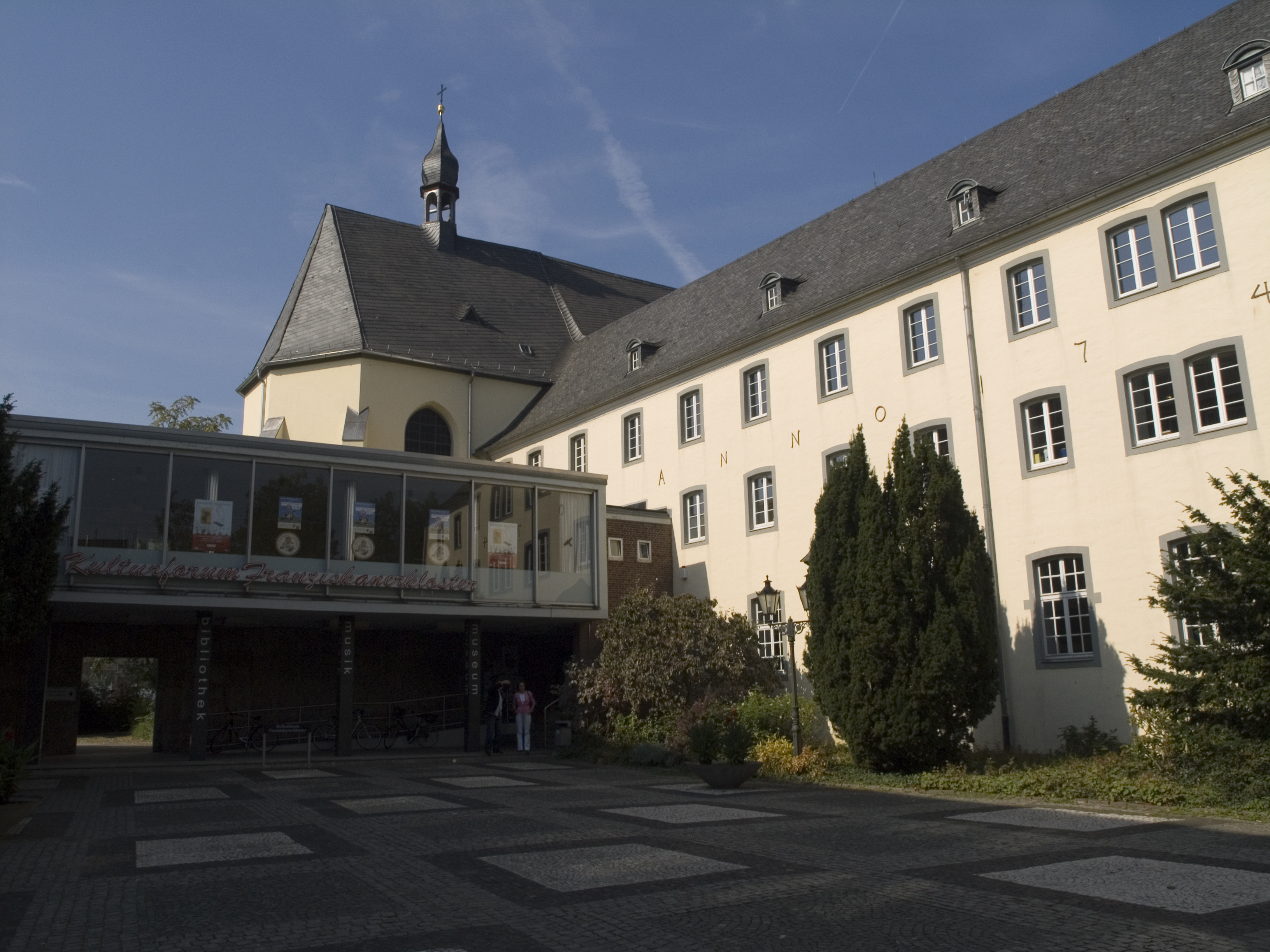
Paterskirche
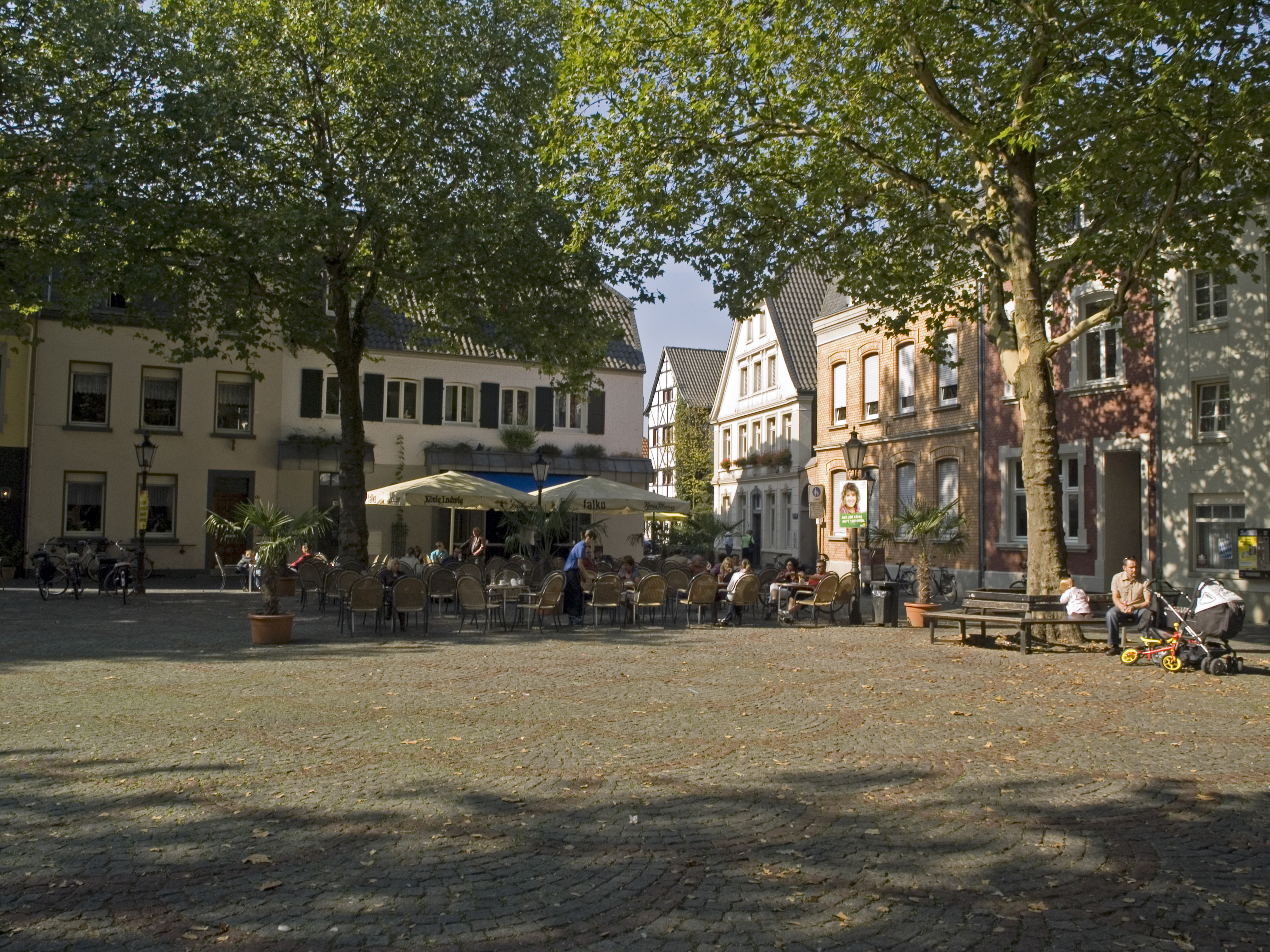
Buttermarkt
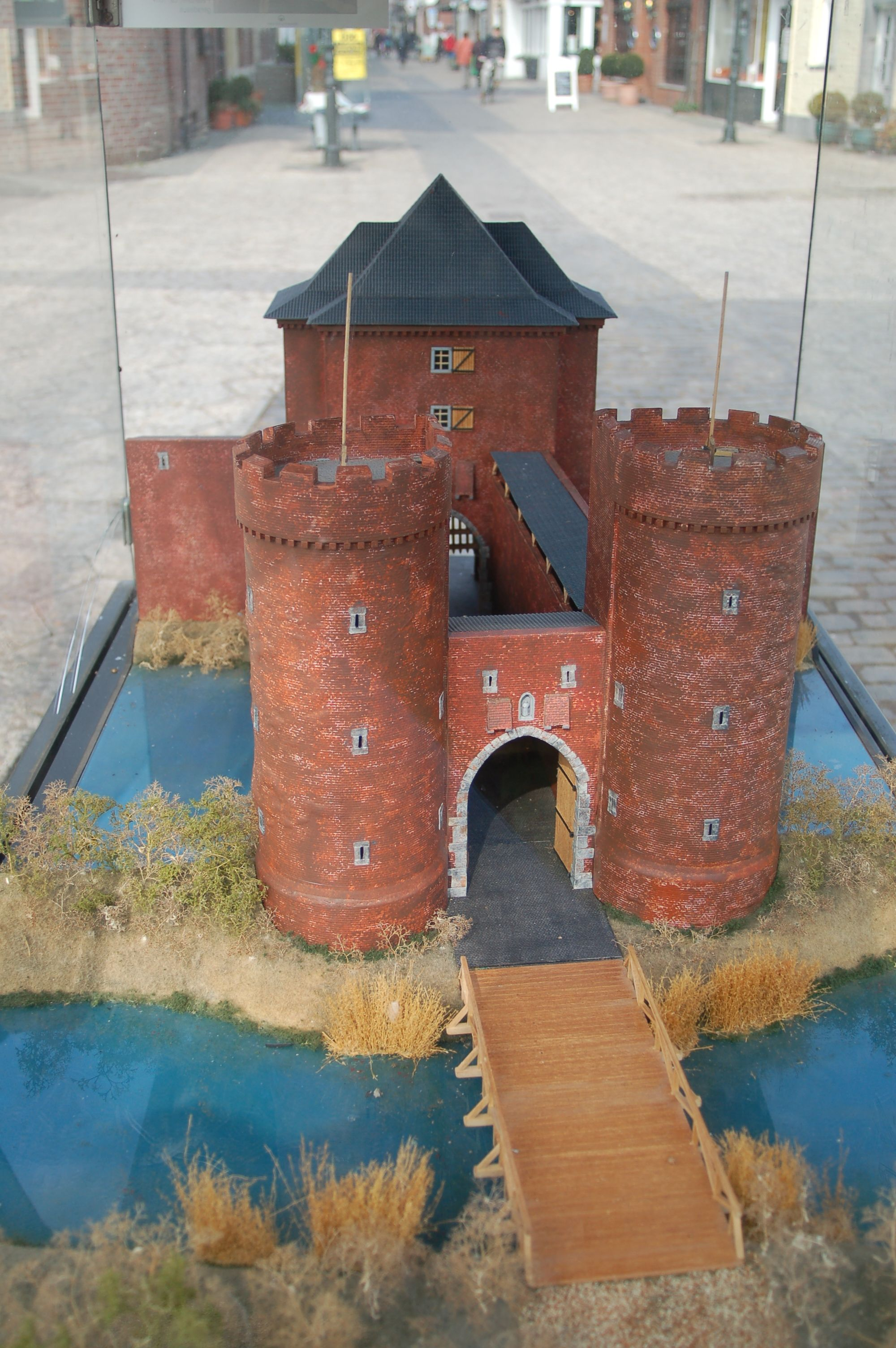
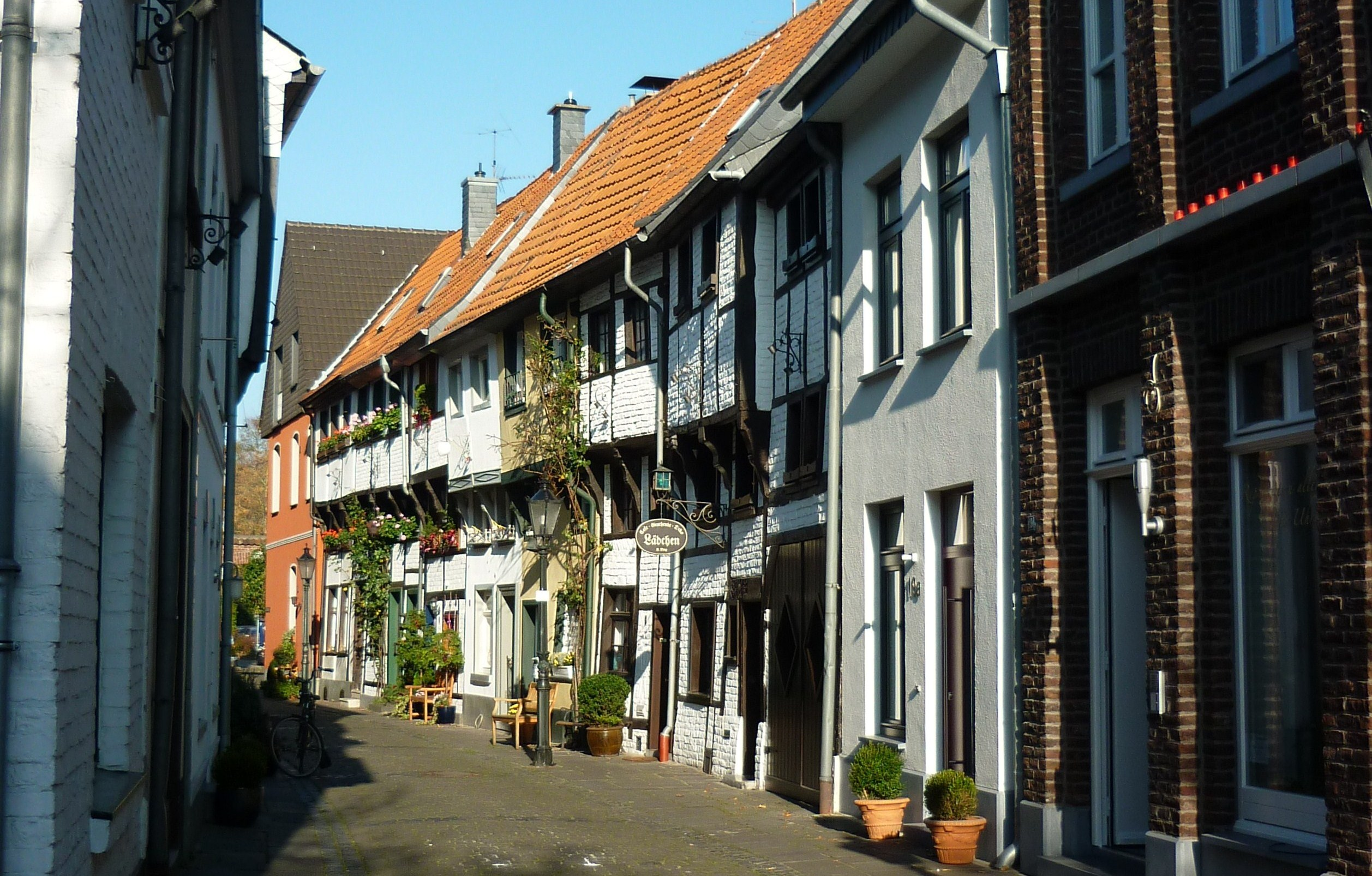
Alte Schulstr.
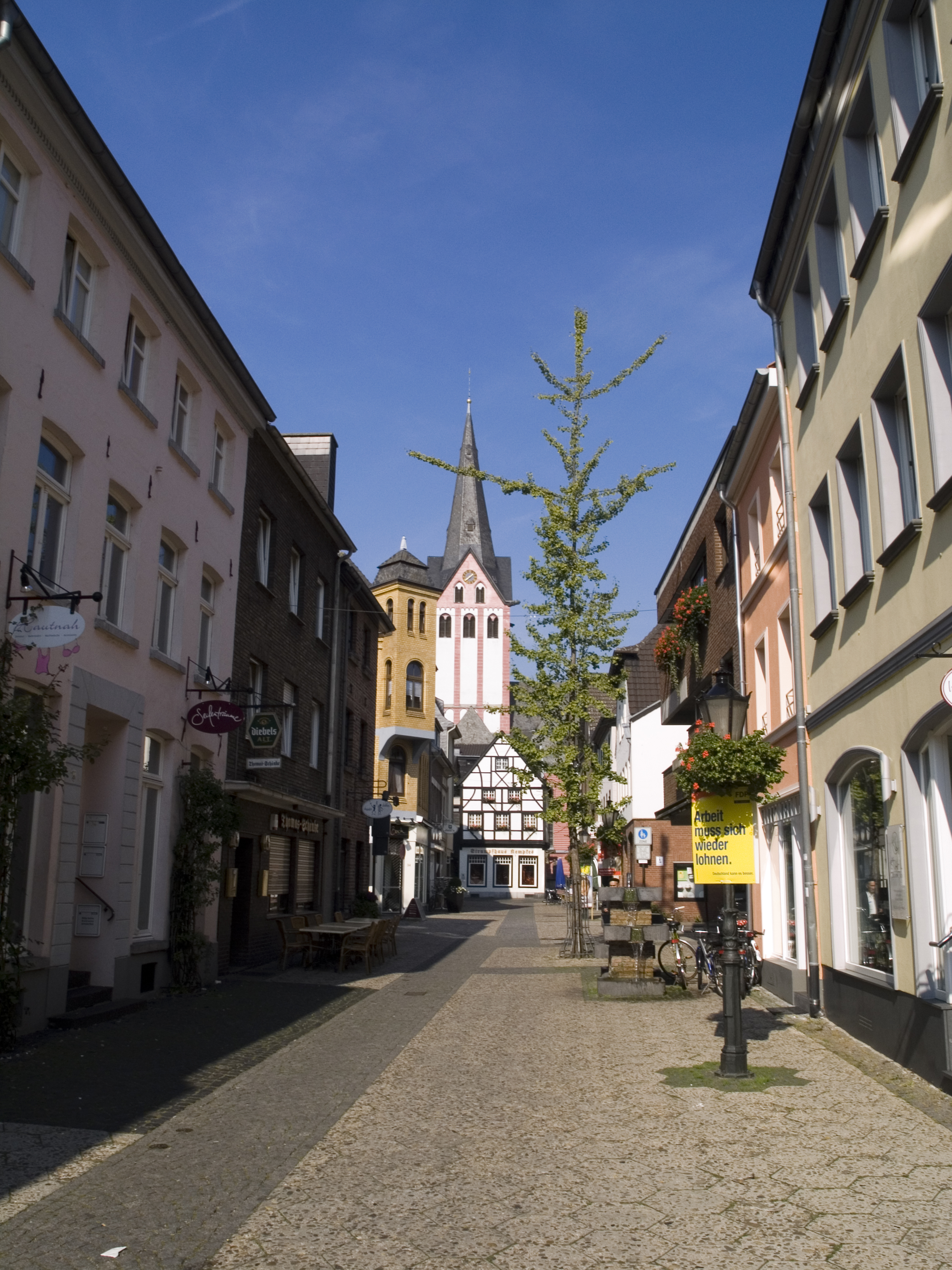
Kirchgasse
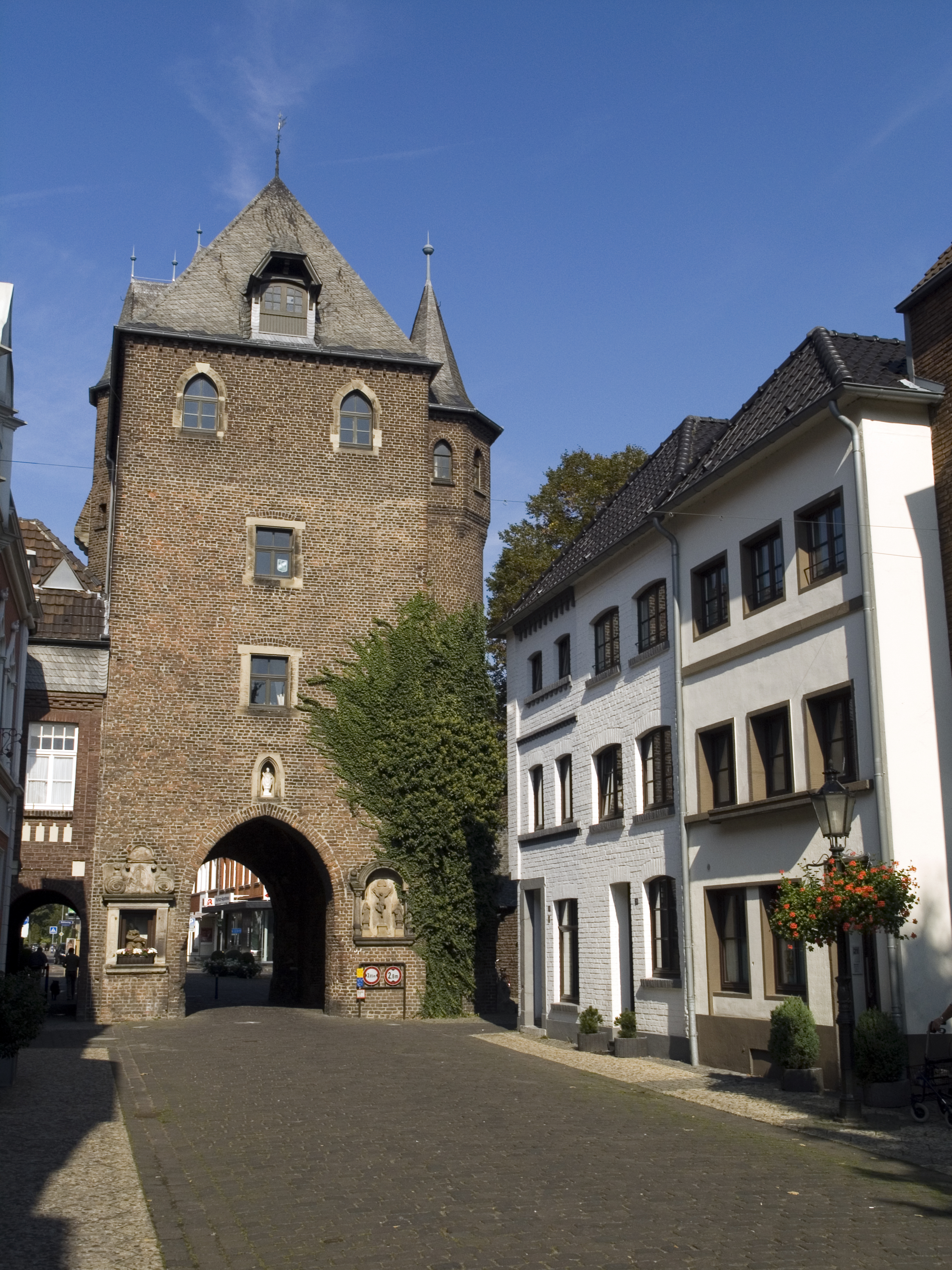
Kuhstrasse, Kuhtor